# Günter Hermann
Günter Hermann (Rehburg, 1960. december 5. –) világbajnok német labdarúgó, középpályás, edző.

## Pályafutása

### Klubcsapatban
Az RSV Rehburg csapatában kezdte a labdarúgást, majd játszott az SC Stadthagen és a TSV Loccum korosztályos csapataiban is. 1980-ban igazolta le a Werder Bremen. Az első csapatban és az élvonalban 1982. december 11-én mutatkozott be a VfL Bochum ellen, ahol csapata 2–1-es győzelmet aratott. Tagja volt a 23 év után ismét bajnok címet nyerő csapatnak az 1987–88-as idényben. Hat mérkőzésen szerepelt az 1991–92-es kupagyőztesek Európa-kupája kiírásában, amikor csapata elhódítota a trófeát, de a döntőn nem szerepelt.
1992 és 1994 között az SG Wattenscheid 09, 1994 és 1996 között a Hannover 96 játékosa volt, majd visszavonult az aktív labdarúgástól.

### A válogatottban
1988 és 1990 között két alkalommal szerepelt a nyugatnémet válogatottban. 1988. szeptember 21-én debütált a szovjet válogatott elleni barátságos mérkőzésen Düsseldorfban, ahol az NSZK 1–0-ra győzött. Tagja volt az 1990-es világbajnok csapatnak Olaszországban, de mérkőzésen nem szerepelt.

### Edzőként
Edzőként amatőr kluboknál tevékenykedik. 1996 és 1999 között a Rotenburger SV edzője volt. 2001 óta az Osterholz-Scharmbeck vezetőedzője.

## Sikerei, díjai
NSZK
- Világbajnokság
  - világbajnok: 1990, Olaszország

 Werder Bremen
- Nyugatnémet bajnokság (Bundesliga)
  - bajnok.: 1987–88
- Német kupa (DFB-Pokal)
  - győztes: 1991
  - döntős: 1989, 1990
- Kupagyőztesek Európa-kupája (KEK)
  - győztes: 1991–92